# Petite drève des Mésanges
La petite drève des Mésanges est un chemin forestier bruxellois de la commune d'Auderghem en Forêt de Soignes qui relie le carrefour Léonard avec la drève de Willerieken.